# حصار بودا (1849)
وقع حصار بودا عند قلعة بودا (باللغة الألمانية: Festung Ofen) التي كانت جزءًا من العاصمتين التوأم لمملكة المجر. كان الجيش الثوري المجري تحت قيادة الجنرال آرتور جورجي خلال حرب الاستقلال المجرية. بصفته جزءًا من حملة الربيع، بدأ الحصار في 4 من شهر مايو من عام 1849، وانتهى باستيلاء المجريين على القلعة عبر هجوم شنّوه في 21 مايو.
كانت قلعة بودا الحصن الوحيد الذي اقتحم خلال الحرب بأكملها من قبل المحاصرين من الجهتين. كان حصار بودا أقصر حصار خلال الحرب (18 يومًا). تسبب القصف العبثي لبيست من قبل اللواء النمساوي هينريش هنتزي بدمار لمبان كلاسيكية على ضفاف الدانوب. عانت الأقاليم الأخرى في العاصمتين أيضًا من دمار كبير بفعل قذائف المدفعية التي تبادلها الطرفان.
أتم الاستيلاء على قلعة بودا تحرير العاصمتين المجريتين (بودا وبيست). وبفضل ذلك عادت الحكومة الثورية المجرية الثانية، التي قادها برتالان سزيمير إلى جانب الحاكم-الرئيس لاجوس كوسوث، من دبرتسن، العاصمة المؤقتة للثورة المجرية، إلى عاصمة المجر.
في 21 مايو من عام 1849، أي في اليوم ذاته للاستيلاء على بودا، وقّع إمبراطور النمسا فرانتس يوزف الأول وقيصر روسيا نيكولاس الأول المعاهدة الأخيرة في وارسو، والتي نصت على إرسال 200 ألف جندي روسي إلى المجر (وقوة من الاحتياط قوامها 80 ألف جندي في حال اقتضت الضرورة) لمساعدة الإمبراطورية النمساوية في سحق الثورة المجرية. 

## نحو فيينا أو نحو بودا؟
في أعقاب فك الحصار الإمبراطوري عن كوماروم وانسحاب قوات هابسبورغ إلى الحدود المجرية، كان لدى الجيش المجري خياران حول الجهة التي سيتابع منها تقدمه. كان الخيار الأول التقدم نحو بوزسوني وفيينا لإرغام العدو على القتال على أرضه، وكان الخيار الثاني العودة باتجاه الشرق لاستعادة قلعة بودا، التي كانت تستولي عليها حامية إمبراطورية قوية قوامها 5000 مقاتل تحت قيادة هينريش هنتزي.
نال الخيار الأول تأييدًا بشكل رئيسي من قائد الأركان المقدم جوزيف باير، وفي البداية من قبل جورجي، كان أبرز مؤيدي الخيار الثاني الجنرال جيورجي كلابكا الذي كان قائد الفيلق الأول. كان خطر التدخل الروسي السبب الرئيسي للخطة الأولى التي نالت دعم جورجي. فقد ظن القائد المجري أن جيشه كان يمتلك حظوظًا أكبر بالنجاح في حال تمكن من تدمير الجيش الإمبراطوري النمساوي قبل وصول قوات القيصر. 
إلا أنه سرعان ما اقتنع جورجي برأي أولئك الذين أرادوا أولًا تحرير قلعة بودا. فغير رأيه وأيد الخيار الثاني. وعلى الرغم من أن الخيار الأول بدا له جذابًا بشدة، فقد كان نجاحه أشبه بالمستحيل. وفي حين كان تعداد الجيش المجري المتمركز عند كوماروم يبلغ أقل من 27 ألف مقاتل، كان تعداد الجيش الإمبراطوري المتربص له حول بوزسوني وفيينا يبلغ 75,633 مقاتل كانت القوة القتالية الفعالة من بينهم 54,443 مزودة ب 237 بندقية، مما جعل حجمها يبلغ ضعفي حجم قوة جورجي. وعلاوة على ذلك، كان الجيش المجري يعاني من نقص في الذخيرة.
في تلك الحظة بدا الاستيلاء على قلعة بودا أمرًا أكثر ترجيحًا، وحاجج كلابكا أن القلعة لم تكن قادرة على الصمود في وجه حصار وأن الاستيلاء عليها بسرعة أمر ممكن عبر هجوم مباغت، وهو ما يمكن تحقيقه عبر القوات المجرية المتاحة. كان ترك حامية إمبراطورية قوية في وسط البلاد سيشكل تهديدًا كبيرًا في حال أراد الجيش المجري الرئيسي التحرك باتجاه فيينا. ونظرًا إلى أن الهجمات من القلعة قد تقطع خطوط التواصل المجرية، فقد كان ثمة ضرورة لمحاصرتها عبر قوة ضخمة لإعاقة هجمات خاطفة كهذه. وأفضى واقع سيطرة الحامية الإمبراطورية في قلعة بودا على الجسر الدائم الوحيد على الضفة المجرية من الدانوب (كان هناك جسور عائمة مؤقتة في أماكن عديدة)، جسر سلسلة سيشيني، إلى جعل نقل المؤن مستحيلًا على الجيوش المجرية التي كانت تحارب في الغرب. وهكذا خلقت الأهمية الاستراتيجية الحقيقية للقلعة ضرورة لأخذها بأسرع وقت ممكن.
إضافة إلى ذلك، دفع وجود فيالق جوزيب جيلاسيتش في جنوبي المجر بالقادة المجريين إلى الاعتقاد بأن القوات الكرواتية التي كانت في حالة استنفار ستتقدم نحو بودا في أي لحظة لفك الحصار ولتقسم المجر إلى قسمين. أدركت قيادة أركان الحرب المجرية أنه دون الاستيلاء على القلعة، لن يكون بوسع الجيش الرئيسي أن يشن حملة باتجاه فيينا دون تعريض البلاد لخطر شديد وأن تحقيق النصر كان مستحيلًا في تلك اللحظة ضد الجيش الإمبراطوري المتفوق عدديًا وتقنيًا المتمركز على الحدود الغربية للمجر. يشير ذلك إلى أن محاججات المؤرخين الذين كتبوا أن جورجي ارتكب خطًأ بعدم متابعته للهجوم نحو فيينا، نظرًا إلى امتلاكه فرصة كبيرة في الاستيلاء على العاصمة النمساوية والفوز بالحرب قبل وقوع التدخل الروسي، كانت خاطئة، وأن المكان الوحيد في تلك اللحظة (قبل وصول التعزيزات المجرية من الجنوب) لتحقيق نصر كان قلعة بودا.
إلى جانب المحاججات العسكرية التي كانت تصب في صالح حصر بودا، كان هناك أيضًا محاججات سياسية أيضًا. بعد إعلان استقلال المجر، أراد البرلمان المجري إقناع الدول الأجنبية بالاعتراف باستقلال المجر وأدرك أن فرصة تحقيق ذلك ستكون أكبر بعد التحرير الكامل لعاصمتهم بودابست. كانت العاصمة تضم أيضًا قلعة بودا. وهكذا قرر مجلس الحرب المنعقد في 29 أبريل من عام 1849 حصار قلعة بودا والاستيلاء عليها، ومن ثم، بعد وصول التعزيزات من المجر الجنوبية، التحرك لمهاجمة فيينا من أجل إرغام الإمبراطورية على السعي وراء الصلح والاعتراف باستقلال المجر.

## القلعة قبل الحصار
انتهى الاحتلال التركي لبودا في 2 من شهر سبتمبر من عام 1686، بعد حصار دموي فرضه النمساويون. بعد ذلك باتت القلعة ملكًا للملك المجري (الذي كان في الوقت نفسه الإمبراطور الروماني المقدس حتى عام 1804، وبعد ذلك الإمبراطور النمساوي) ودافع عنها الجنود الأجانب (لا الجنود المجريين) بقيادة ضابط أجنبي. بعد نجاح الثورة المجرية وتشكل حكومة باتثياني، كانت القلعة ما تزال محمية من قبل الجنود الأجانب الذين توجب عليهم الاعتراف بسلطة حكومة المجر. ونظرًا إلى أنه لم يكن راغبًا بذلك، تقدم قائد الحامية، الفريق كارل كريس، باستقالته وغادر في 11 مايو من عام 1848. وفعلت الأمر نفسه الوحدات الأجنبية المتمركزة في القلعة والتي كانت ضد الثورة، كفيلق المشاة الإيطالي رقم 23 الذي دخل في مواجهة ضد الجنود المجريين المجندين حديثًا في 11 من شهر يونيو من عام 1848، مما أسفر عن العديد من القتلى. بعد هذا الصراع، وبناءًا على أوامر وزارة الحرب المجرية، انسحب فيلق المشاة الإيطالي رقم 23 من المجر. 
في أعقاب الحملة الإمبراطورية ضد المجر التي بدأت في منتصف شهر ديسمبر من عام 1848 والتي قادها المشير ألفريد الأول أمير فينديش غراتز وانسحاب الجيوش المجرية الذي تلاها وهزيمة المجريين في معركة مور، دخلت قوات هابسبورغ العواصم المجرية في يناير من عام 1849. 
فر البرلمان المجري الحر ولجنة الدفاع الوطني (الحكومة المؤقتة للمجر) وقافلة طويلة من المدنيين حاملين جميع ممتلكاتهم شرقًا نحو نهر تيسا خلال شتاء بارد ومثلج، وجعلوا من دبرتسن عاصمة مؤقتة لهم.